# پرکان گیشو
پرکان گیشو، روستایی در دهستان رودبار بخش رویدر شهرستان خمیر در استان هرمزگان ایران است.

## امکانات
این روستا دارای مسجد، آب‌انبار «برکه»، دبستان و نیز دارای ۱۲۰۰ نخل خرما دیم و در ۲۰۰ من زمین زیر کشت دارد.

## کشاورزی
زمین زیر کشت وسیعی دارد و در آن جو و گندم می‌کارند و دارای ۱۲۰۰ اصله نخل خرما دیم می‌باشد.

## جمعیت
بر پایه سرشماری عمومی نفوس و مسکن در سال ۱۳۹۵، جمعیت این روستا برابر با ۳۱۲ نفر (۱۰۲ خانوار) بوده‌است.